# ويليام سميث (عسكري)
ويليام سميث (بالإنجليزية: William Smith)‏ هو عسكري أمريكي، ولد في 1838 في جزيرة أيرلندا في جمهورية أيرلندا، وتوفي في 12 يناير 1902 في مقاطعة ميريماك في الولايات المتحدة.